# DAF 66

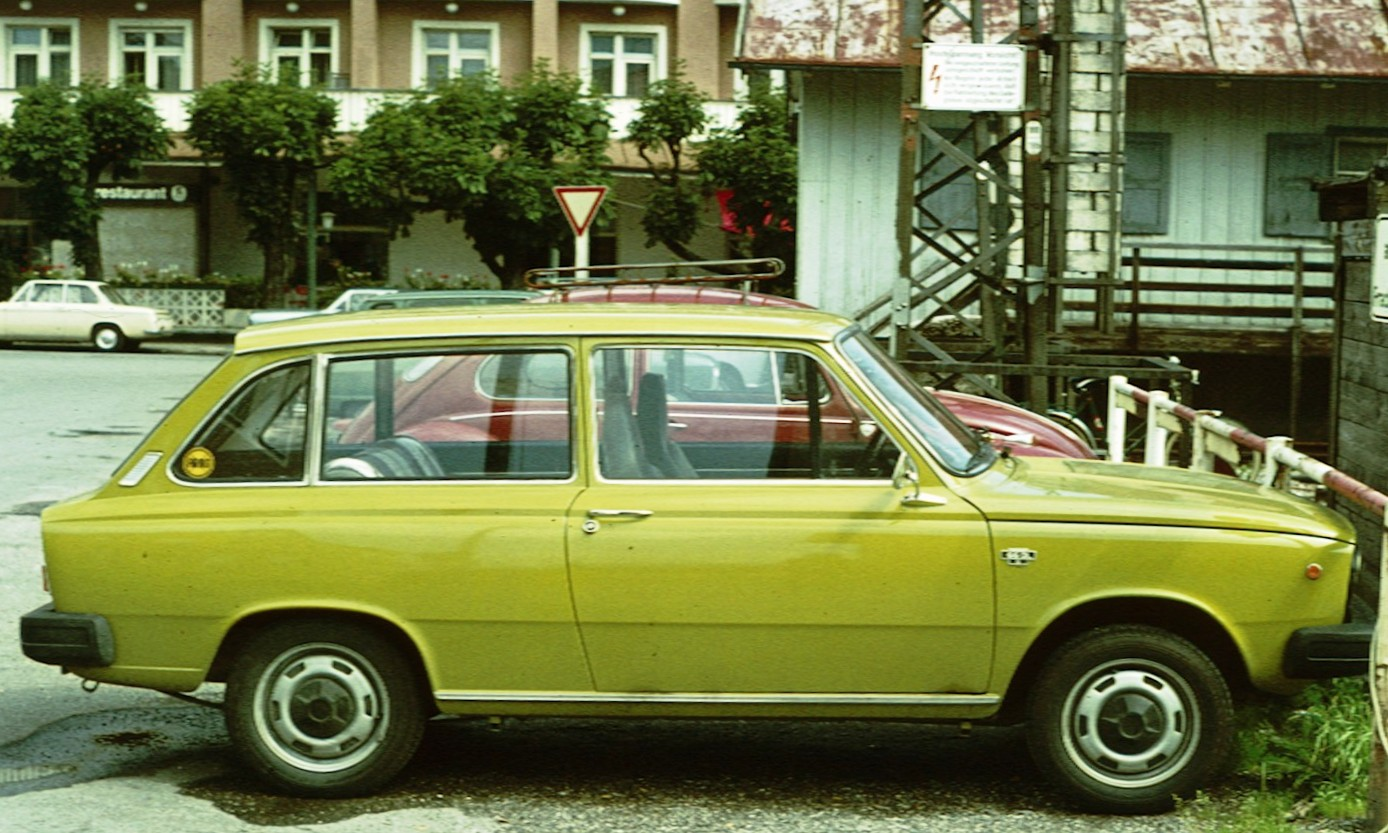
DAF 66 Kombi

Der DAF 66 war ein Wagen der unteren Mittelklasse des niederländischen Herstellers DAF.

## Geschichte
Der von Giovanni Michelotti entworfene Nachfolger des DAF 55 kam im Oktober 1972 auf den Markt. Wie der Vorgänger war er als Limousine, Kombi oder Coupé erhältlich.
Vom Vorgänger unterschieden ihn eine neue Frontgestaltung bei sonst unveränderter Rohkarosserie und eine De-Dion-Achse statt einer Pendelachse als Hinterachse. Deren Achsrohr war an Blattfedern und einem Längslenker geführt.  Das stufenlose automatische 
Keilriemen-Getriebe („Variomatic“) wurde in überarbeiteter Form beibehalten: Bisher war in engen Kurven ein wachsender Fahrwiderstand typisch für die DAF-Pkw. Dieser Mangel wurde im DAF 66 durch ein Differentialgetriebe abgestellt. Überarbeitet wurde auch die Kupplung. Der DAF 66 hatte einen 1100-cm³-Renault-Motor und erreichte eine Höchstgeschwindigkeit von 135 km/h.
Er war das letzte als DAF erschienene Pkw-Modell, da Volvo Personvagnar 1975 die Pkw-Sparte übernahm. Von Oktober 1975 bis Dezember 1979 wurde das Modell als Volvo 66 weiterproduziert.

## Marathon Sport-Coupé

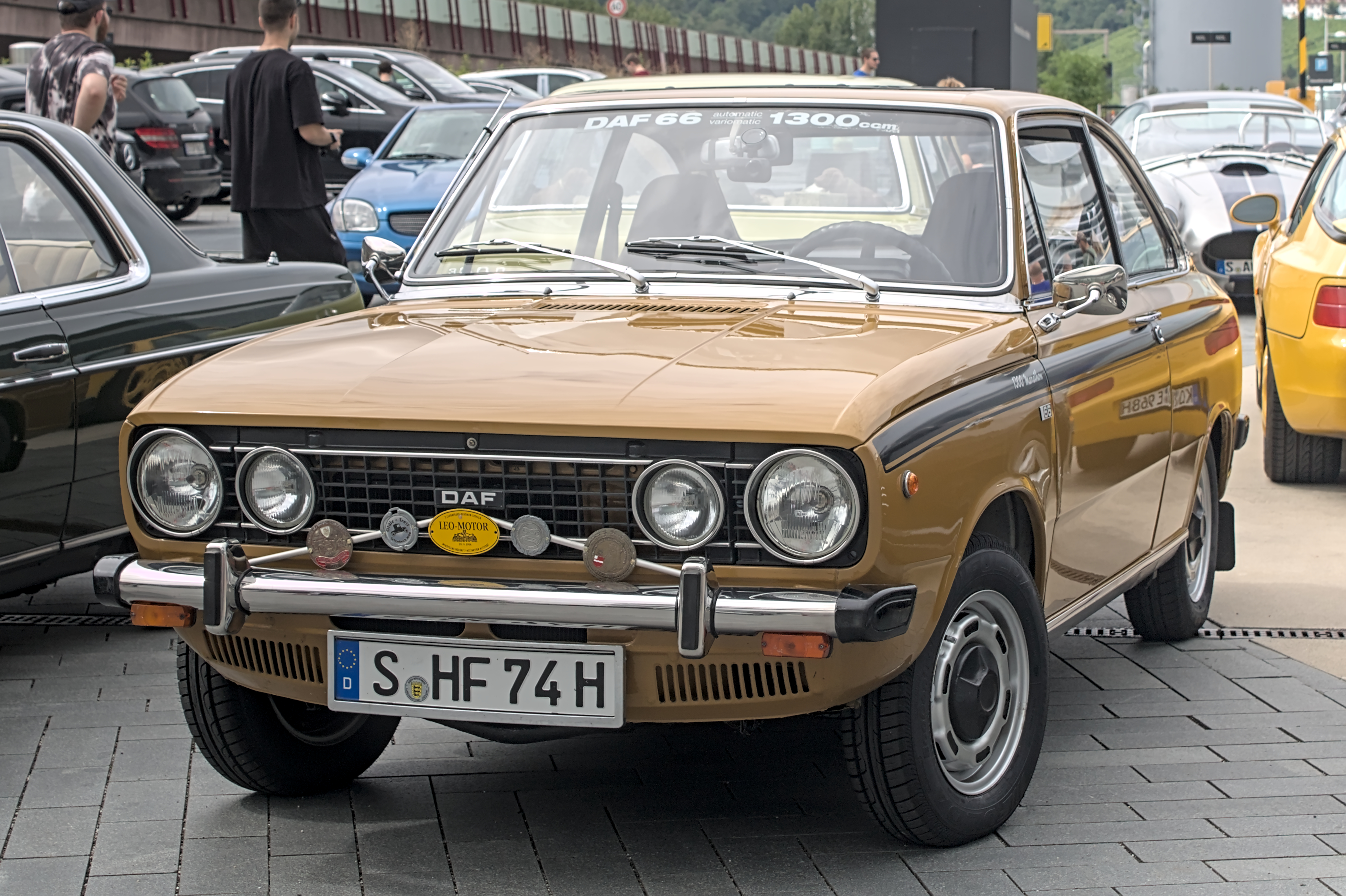
DAF 66 Marathon 1300 Coupé

Den DAF 66 gab es – wie schon vorher den DAF 55 – auch als Sport-Coupé. Von Oktober 1972 bis September 1973 hieß es DAF 66 Marathon, danach wurde es bis August 1975 als DAF 66 Marathon 1300 mit 1289-cm³-Motor und einer Höchstgeschwindigkeit von 145 km/h verkauft. Diese Motorisierung findet sich auch im kurzzeitig angebotenen DAF 66 Super Sport Marathon 1300, dessen auffälligstes Merkmal runde Doppelscheinwerfer sind.
| Modell                                  | 1300                              |
| Hubraum (cm³)                           | 1289                              |
| Max. Leistung (kW/PS)                   | 42/57 bei 5200                    |
| Max. Drehmoment (Nm)                    | 94 bei 2800                       |
| Höchstgeschwindigkeit (km/h)            | 145                               |
| Beschleunigung (0–100 km/h)             | 23,8 s                            |
| Getriebe (serienmäßig)                  | Stufenlose Automatik              |
| Kohlenstoffdioxid-Emissionen            | 261 g/km (Werk) / 249 g/km (Test) |
| Tankinhalt                              | 42                                |
| Verbrauch l/100 km (Werksangabe) / Test | 11,0 / 10,5                       |
| Reichweite                              | etwa 400 km                       |

## DAF YA-66

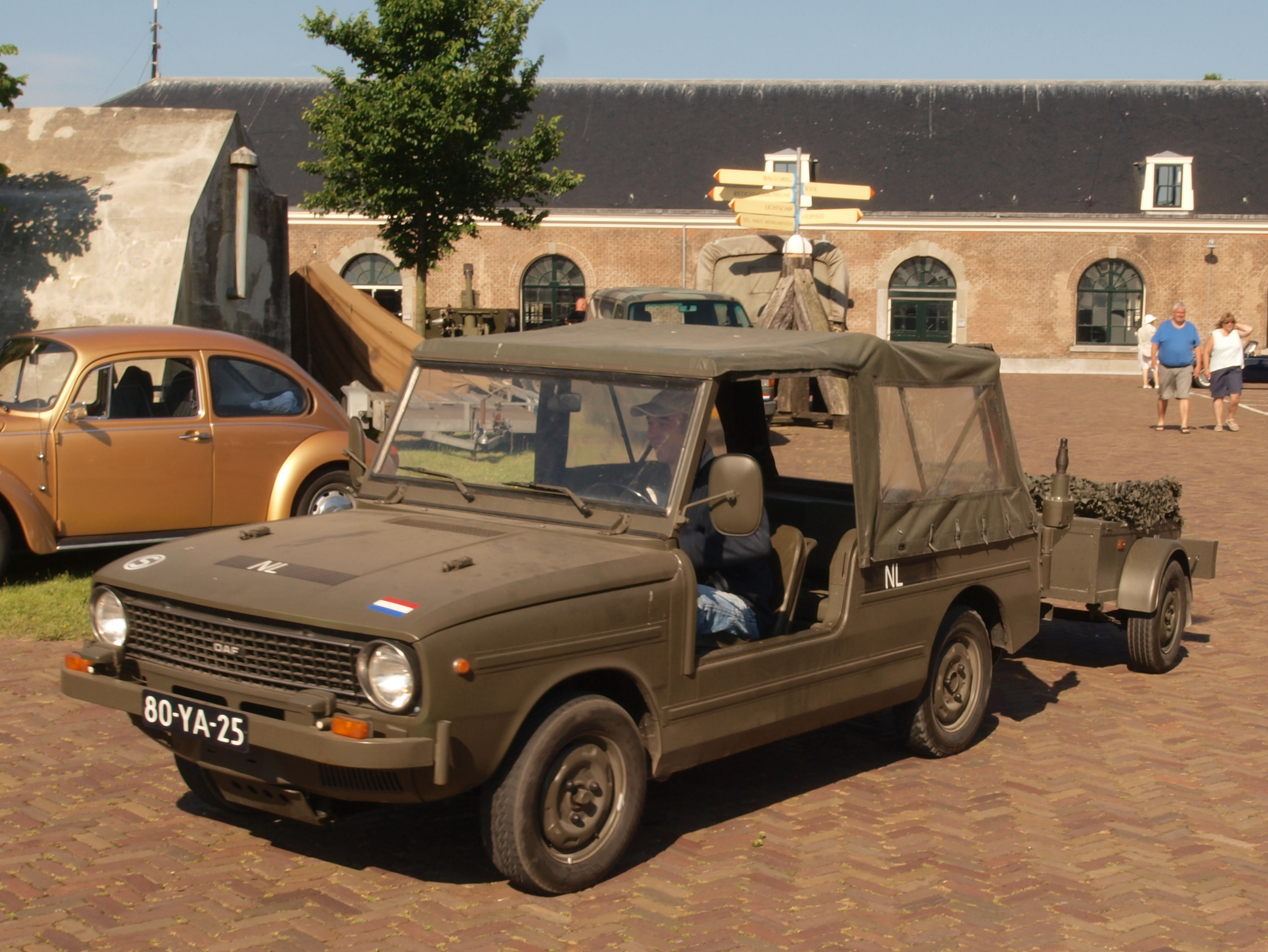
DAF YA-66

Basierend auf dem DAF-66 wurde ein Militärfahrzeug entwickelt, der DAF YA 66, ein kleiner Pick-up.
Insgesamt wurden 1201 Exemplare gebaut.

## Verschiedenes
- Eine Besonderheit der Fahrzeuge mit DAF-Variomatic ist, dass sie rückwärts genauso schnell fahren können wie vorwärts. In den Niederlanden wurden mit diesen Wagen spezielle Rückwärtsautorennen veranstaltet.
- Ein DAF 66 wird in dem Film Ein Freund von mir von Daniel Brühl und Jürgen Vogel gefahren.